# Красавица и Чудовище: Чудесное Рождество
«Красавица и Чудовище: Чудесное Рождество» (англ. Beauty & The Beast: The Enchanted Christmas) — музыкальный мультфильм 1997 года, продолжение мультфильма «Красавица и Чудовище» (1991), снятого компанией «Walt Disney Pictures». Действие происходит во время событий оригинального фильма, когда принц Адам ещё находился под действием чар колдуньи и был Чудовищем — после того, как он спас Белль от волков в лесу и до того, как он подарил ей свою библиотеку.

## Сюжет

### Пролог
Принц Адам и Белль устраивают грандиозный бал в своём дворце в честь наступающего Рождества. Мадам Потт начинает рассказывать своему сыну Чипу о том, как прошлое Рождество чуть было не пропало из-за козней одного злодея…

### Воспоминания
Действие мультфильма переносится на некоторое время назад, когда Белль ещё была пленницей Чудовища, чей замок находился под действием чар колдуньи. Она пытается найти путь к сердцу Чудовища, только что спасшего её от стаи волков, когда девушка пыталась сбежать из замка. Белль решает, что самой хорошей благодарностью для Чудовища станет яркий праздник — грядёт Рождество, и Белль хочет устроить удивительный ужин, нарядить ёлку и приукрасить замок. Она просит помощи у всех своих новых друзей: Люмьера, Когсворта, мадам Потт и маленького игрушечного ангела — Ангелику, когда-то бывшей прекрасной девушкой, работавшей в замке (причём сама Ангелика настроена весьма скептически по отношению к идее Белль).
Однако её планам не суждено сбыться: там, в Западном крыле, есть потайная комната, в которой живёт старый друг Чудовища — огромный орган по имени Форте, до наложения заклятия бывший придворным композитором и органистом и всячески настраивающий монстра против Белль. К тому же девушка не знает, что Чудовище ненавидит Рождество: именно накануне праздника в его замке появилась колдунья, которая превратила жизнь всех его обитателей в кошмар.
Белль решает найти ёлку, но рядом с замком растут очень маленькие и некрасивые ёлки. Затем она слышит игру Форте и его подручного, флейты по имени Пикколо. Она с Чипом заходит в западное крыло и знакомится с Пикколо и Форте. Последний спрашивает её о подготовке к Рождеству и перечисляет вещи для праздника. Белль отвечает на всё положительно. Однако, когда Форте говорит про ёлку, она говорит, что таковой поблизости нет, и тогда он советует им поискать в Чёрном лесу. Они соглашаются и идут.
В Чёрном лесу за ними следит Пикколо, специально посланный Форте для того, чтобы не позволить девушке вернуться в замок. Белль и Чип находят подходящую ёлку и грузят её на санки. Но Пикколо пугает лошадь своим звуком и лёд раскалывается. Чип тонет, но Белль спасает его. Вдруг верёвка оплетает ей ногу, и Белль тонет сама. Неожиданно Чудовище (уже узнавшее о случившемся) идёт под воду и спасает её, а по возвращении в замок оно запирает её в темницу за нарушение обещания. Но другие персонажи, как и главные, так и второстепенные заходят через собачью дверь к Белль, чтобы подбодрить её. И далее поются 2 песни. Потом приходит Чудовище и просит прощения у всех за свою эгоистическую жестокость (оно нашло подарок Белль — книгу сказочных историй, и после её прочтения решило загладить свою вину), а затем соглашается принять участие в праздновании Рождества.
Недовольный таким исходом, Форте решает разрушить замок и начинает играть громкую мелодию. Обитатели замка слышат это. Чудовище отправляется останавливать Форте. Форте побеждает, однако вовремя подоспевший Пикколо говорит Чудовищу, что если отсоединить клавиши от Форте, то он потеряет способность играть. Чудовище отсоединяет клавиши и разбивает их об пол, а так как клавиши служили также опорой для Форте, то в итоге он, смолкнув, падает и погибает. Чудовище говорит заключительную фразу «Форте…» и все празднуют Рождество.

### Эпилог
Выясняется, что это главная героиня спасла Рождество. Позднее Пикколо (живой флейтист) наконец играет своё соло, а Адам дарит Белль розу, предварительно подарив Чипу книгу сказок.

## В ролях
- Робби Бенсон — Чудовище[англ.]
- Пейдж О’Хара — Белль
- Джерри Орбах — Люмьер
- Дэвид Огден Стайерс — Когсворт
- Хэйли Джоэл Осмент — Чип (речь)
- Эндрю Кинан-Болгер — Чип (вокал)
- Анджела Лэнсбери — мадам Потт
- Тим Карри — маэстро Форте
- Бернадетт Питерс — Ангелика
- Джефф Беннетт — топор
- Пол Рубенс — Пикколо
- Кэт Сьюси — колдунья
- Фрэнк Уэлкер — Филипп / Султан
- Майкл Гоф — Морис (в титрах не указан)

## Создание
После невероятного успеха первого мультфильма, вопрос о выпуске продолжения был решён. Принято решение, что сиквел будет выпущен сразу на видео, как мультфильм «Возвращение Джафара». Мультфильм стал первой работой подразделения «Walt Disney Television Animation’s Vancouver Studio», закрытого в 2002 году в связи с массовым сокращением.
На ранних стадиях разработки, мультфильм должен был быть прямым продолжением: главным злодеем должен был стать Авнан (англ. Avenant) — младший брат Гастона, погибшего в финале первой части. Авнан собирался убить Белль и принца Адама. Однако авторы посчитали сюжет слишком жестоким и запутанным для детского мультфильма, в итоге злодеем стал гигантский орган по имени Форте, который не хотел, чтобы Чудовище вновь стало человеком.
Сюжет был навеян событиями французского фильма 1946 года «Красавица и Чудовище», по мотивам которого была снята и первая часть мультфильма. Именно персонаж по имени Авнан стал прототипом Гастона. В итоге сюжет изменился — фильм стал не сиквелом, а мидквелом. Рабочее название фильма — «Красавица и Чудовище: Рождество Белль» (англ. Beauty & The Beast: A Christmas Belle). Оно основывается на игре слов — если не видеть написание имени героини, что по-французски значит «Красавица», то можно принять название за «Рождественские колокола».

## Саундтрек
Музыку к фильму написала композитор Рэйчел Портман, известная своими работами над голливудскими мелодрамами. Тексты песен принадлежат Дону Блэку. Песни были записаны вживую вместе с оркестром и актёрами в записывающей студии. Саундтрек поступил в продажу 9 сентября 1997 года. Кроме песен из мультфильма, в сборник вошли классические рождественские гимны в исполнении Пейдж О’Хара.
- «Deck The Halls» — классическая рождественская песня в исполнении Джерри Орбаха, Дэвида Огдена Стайерса, Бернадетт Питерс и хора. Именно с неё и начинается фильм.
- Песня «Stories» в исполнении Пейдж О’Хара рассказывает о подарке, который Белль приготовила Чудовищу — о книге сказок. Частично, мелодия композиции основана на финальной части «Симфонии № 5» Яна Сибелиуса.
- «As Long As There’s Christmas» — главная тема всего фильма, рассказывающая о том, как важно хранить в своём сердце надежду, особенно в Рождество — время чудес. Исполняется всем актёрским составом и хором.
- «Don’t Fall In Love» в исполнении Тима Карри — попытка Форте настроить Чудовище против Белль и не позволить девушке снять с замка чары.
- «A Cut Above The Rest» в исполнении актёрского состава — в песне поётся о том, как важно уметь быть частью команды и иметь настоящих друзей, которые всегда помогут.

### Список композиций
Саундтрек поступил в продажу 9 сентября 1997 года. Кроме песен из мультфильма, в сборник вошли классические рождественские гимны в исполнении Пейдж О’Хары.
1. «Deck The Halls» (Джерри Орбах, Дэвид Огден Стайерс, Бернадетт Питерс, Анджела Лэнсбери, хор)
2. «Stories» (Пейдж О’Хара)
3. «As Long As There’s Christmas» (Пейдж О’Хара, Джерри Орбах, Дэвид Огден Стайерс, Бернадетт Питерс, Анджела Лэнсбери, хор)
4. «Don’t Fall In Love» (Тим Карри)
5. «As Long As There’s Christmas (Reprise)» (Пейдж О’Хара и Бернадетт Питерс)
6. «A Cut Above The Rest» (Дэвид Огден Стайерс, Джерри Орбах и Пейдж О’Хара)
7. «As Long As There’s Christmas (End Title)» (Пибо Брайсон и Роберта Флэк)
8. «We Wish You A Merry Christmas» (Пейдж О’Хара)[1]
9. «Do You Hear What I Hear» (Пейдж О’Хара)[1]
10. «O Come, O Come, Emmanuel» / «Joy To The World» (Пейдж О’Хара)[1]
11. «O Christmas Tree» (Пейдж О’Хара)[1]
12. «The First Noel» (Пейдж О’Хара)[1]
13. «What Child Is This» (Пейдж О’Хара)[1]
14. «The Twelve Days of Christmas» (Пейдж О’Хара)[1]
15. «Silent Night» (Пейдж О’Хара)[1]
16. «Belle’s Magical Gift» (Instrumental)
17. «Fife’s Yuletide Theme» (Instrumental)
18. «The Enchanted Christmas Finale» (Instrumental)

## Выпуск на видео
Впервые мультфильм вышел на VHS 11 ноября 1997 года, став четвёртым самым успешным мультфильмом, выпущенным сразу на видео — продажи составили $180 миллионов («Аладдин и король разбойников» собрал $186 млн.). Первый DVD-релиз мультфильма состоялся 13 октября 1998 года. Тираж обоих изданий закончился, и долгое время мультфильм нельзя было найти в продаже, пока 12 ноября 2002 года компания не выпустил специальное издание мультфильма, сразу же после переиздания оригинального мультфильма.
На этот раз на DVD были включены бонус: клип на кавер песни «As Long As There’s Christmas» в исполнении группы Play, а также игра «Forte’s Challenge», 10-минутное видео о съёмках фильма, Коллекция песен Диснея (функция быстрого доступа к песням из фильма) и фичуреттка «Волшебные времена года», где показан замок Чудовище в течение различных сезонов года. Тираж закончился в январе 2003 года.
Переиздание мультфильма в Великобритании в Регионе № 2 ожидался в ноябре 2010 года, сразу после выхода Diamond Edition оригинального мультфильма. 3 ноября 2010 года мультфильм вышел в Регионе № 4 — в Австралии — с теми же бонусами, что и на американском издании 2002 года.

## Критика
На сайте Rotten Tomatoes фильм получил 0 % «гнилых томатов» в списке Top Critics. Сообщество RT присвоило фильму 73 % «свежих помидоров». Общая реакция критики оказалась смешанной, но фильм назвали более удачным, чем третий сиквел «Волшебный мир Белль».

## Награды
Мультфильм выиграл 2 премии из 8 номинаций:
| Премия                                                                                                | Результат |
| --- | --------- |
| Academy of Science Fiction, Fantasy, and Horror Films: Лучший видео-релиз                             | Номинация |
| Annie Award: Лучший режиссёр мультфильма (Эндрю Найт)                                                 | Номинация |
| Annie Award: Лучшая песня в мультфильме за «As Long As There’s Christmas» (Рэйчел Портман и Дон Блэк) | Номинация |
| Annie Award: Лучшее исполнение мужской роли в мультфильме (Тим Карри)                                 | Номинация |
| Annie Award: Лучшее исполнение мужской роли в мультфильме (Джерри Орбах)                              | Номинация |
| Annie Award: Лучший сценарий мультфильма                                                              | Номинация |
| WAC Award: Лучший релиз, предназначенный сразу для выхода на видео                                    | Победа    |
| WAC Award: Лучший режиссёр (Эндрю Найт)                                                               | Победа    |